# Dischi rigidi esterni Apple
Apple, durante la progettazione del proprio computer Lisa, si rese conto che il sistema risultava limitato dalla disponibilità dei soli Floppy Disk. Pertanto, dopo aver presentato il computer,  iniziò a studiare le possibilità di realizzare una sua  estensione con un disco rigido esterno. La discesa dei prezzi dei dischi rigidi rese economicamente conveniente produrre quella tipologia di disco rigido esterno. Con la successiva presentazione del computer Macintosh il problema si ripresentò, e Apple iniziò a produrre dischi rigidi esterni anche per quel computer, continuando fino a quando i dischi rigidi non divennero abbastanza economici da poter essere inseriti di serie su tutti i computer.
| Lisa 2/10 10MB Hard Disk Il Lisa 2/10 era un disco rigido esterno disponibile in formato da 2 fino a 10 Mbyte e si collegava al computer Lisa tramite la porta parallela. La velocità di trasferimento teorica era di 5 Mbyte/s. Venne presentato nel 1984 e all'interno vi era un disco rigido da 3 100 giri/minuto. Il disco rigido era fatto in modo da poter essere riposto sopra il contenitore del Lisa ove si integrava perfettamente.                                               |
| Apple ProFile Anche l'Apple ProFile come il suo predecessore era un disco rigido esterno, e venne presentato nel 1981. Era disponibile in formato da 5 e 10 Mbyte. Internamente vi era un disco rigido da 3 600 giri/minuto e la velocità di trasferimento teorica tra ProFile e computer era di 5.5 Mbyte/s. ProFile poteva essere utilizzato su Apple II, Apple III e Mac XL. Consumava 35 Watt e pesava 5 chilogrammi. Dimensioni (A L P): 11.15 cm × 43.9 cm × 22.4 cm                  |
| Apple HD 20 Questo fu il primo disco rigido esterno dedicato alla piattaforma Macintosh e venne presentato nel 1985. Era dotato di un disco rigido da 20 Mbyte da 2 700 giri/minuto. Si collegava attraverso la porta dedicata al Floppy Disk e per questo non risultava particolarmente veloce nel trasferimento dati. Consumava 30 Watt e pesava 3.2 chilogrammi. Dimensioni (A L P): 24.6 cm × 7.9 cm × 26.7 cm                                                                          |
| Apple HD 20SC Questo disco rigido era identico al modello precedente tranne che per l'utilizzo di una porta SCSI per collegarsi al computer. Venne presentato nel 1986 e la velocità di trasferimento era di 1.25 Mbyte/s, consumava 60 Watt e pesava 3.6 chilogrammi. Dimensioni (A L P): 24.6 cm × 7.9 cm × 26.7 cm |
| Apple HD 40SC Questo disco rigido, presentato l'anno successivo rispetto al modello precedente, era dotato di un disco rigido da 40 Mbyte a 3 600 giri/minuto. La velocità di trasferimento era 1.25 Mbyte/s e utilizzava il connettore SCSI per collegarsi al computer. Consumava 60 Watt e pesava 4.1 chilogrammi. Dimensioni (A L P): 24.6 cm × 7.9 cm × 26.7 cm |
| Apple HD 80SC Questo modello, come il modello di capacità inferiore, venne presentato nel 1987 ed era dotato di un disco rigido da 80 Mbyte a 3 600 giri/minuto. Utilizzava la porta SCSI, e aveva una velocità di trasferimento di 1.25 Mbyte. Le dimensioni e le specifiche tecniche erano identiche al modello inferiore, consumava 60 Watt e pesava 4.1 chilogrammi. Le sue dimensioni erano (A L P): 24.6 cm × 7.9 cm × 26.7 cm                                                        |
| Apple External Hard Drive Il primo modello di questa serie di dischi rigidi venne presentato nel 1993 e l'ultimo modello fu dismesso nel 1997. Pur avendo il marchio Apple in realtà erano dei dischi rigidi della LaCie che Apple rimarchiava e vendeva attraverso il suo canale di vendita. Avevano capacità di 2, 4, 9 GB. Le velocità dei dischi erano di 5 200 giri/minuto per il 2 GB e di 7 200 giri/minuto per i 4 e i 9 GB. Utilizzavano la porta SCSI per collegarsi al computer. |